# Нюрнбергский процесс над нацистскими судьями
Нюрнбергский процесс над нацистскими судьями, официально «Соединённые Штаты Америки против Йозефа Альтштёттера и других» (англ. The United States of America vs. Josef Altstötter, et al.), также известный как Процесс над судьями (англ. Judges' Trial / Justice Trial, нем. Juristenprozess) — судебный процесс по делу нацистских судей, юристов Имперского министерства юстиции (Reichsjustizministerium, RMJ), прокуроров и судей работавших в специальных и "народных" судах нацистской Германии. Нюрнбергский процесс над нацистскими юристами был третьим из двенадцати Последующих Нюрнбергских процессов.
Как и все предыдущие процессы, суд по делу нацистских юристов проходил во Дворце юстиции в Нюрнберге, длился он с 5 марта по 4 декабря 1947.

## Трибунал
Судебный процесс осуществлял Американский военный трибунал в следующем составе:
- Председатель — Каррингтон Т. Маршалл[англ.].
- Члены — Джеймс Т. Бранд[англ.], Мэллори Б. Блэр, Джастин Вудворт Хардинг[англ.] (запасной член).

Маршалл ушел в отставку из-за болезни 19 июня 1947 года, председателем стал Бранд, а Хардинг — действительным членом трибунала.

## Обвинительное заключение
16 обвиняемым были предъявлены следующие обвинения:
1. Участие в общем плане или заговоре с целью совершения военных преступлений и преступлений против человечности.
2. Военные преступления путём злоупотребления судебной властью, в результате чего распространялись массовые убийства, пытки, грабежи частной собственности.
3. Преступления против человечности, в том числе использование массового рабского труда.
4. Членство в преступных организациях (СС и НСДАП).

- Пункт 4 обвинительного заключения применялся только к подсудимым Альтштёттеру, Кухорсту, Энгерту и Иоэлю (членство в СС), Ёши, Кухорсту, Небелунгу, Ротхаугу (членство в НСДАП).
- Пункт 1 был отклонен самим трибуналом в связи с тем, что дело было вне его юрисдикции. Особое мнение высказал судья Блэр, полагая, что суд должен был сослаться на решение главного Нюрнбергского процесса.

Подсудимые себя виновными не признавали.

## Подсудимые и приговоры
| Фото | Имя                                     | Должность | Приговор                    | Судьба                                                                                              |
| ---- | --------------------------------------- | --- | --------------------------- | --------------------------------------------------------------------------------------------------- |
|      | Йозеф Альтштёттер                       | Министериальдиректор, начальник 6-го отдела RMJ (гражданского законодательства и процесса)                                                                       | 5 лет лишения свободы       | Досрочно освобождён в 1950 году, умер в 1979 в Нюрнберге                                            |
|      | Вильгельм фон Аммон                     | Министериальрат, начальник 4-го отдела RMJ (уголовного законодательства и администрации)                                                                         | 10 лет лишения свободы      | Досрочно освобождён 31 января 1951 года по распоряжению Джона Макклоя, умер в 1992 году             |
|      | Пауль Барниккель                        | Имперский обвинитель при Народной судебной палате | Оправдан                    | Умер в 1966 году в Мюнхене                                                                          |
|      | Карл Вестфаль                           | Министериальрат, начальник 4-го отдела RMJ | Перед судом не предстал     | Покончил с собой в 1946 году                                                                        |
|      | Рудольф Ёши                             | Председатель Специального суда в Нюрнберге | Пожизненное лишение свободы | Срок позже сокращён до 20 лет, досрочно освобождён в 1956 году, умер 12 сентября 1980 года в Нойссе |
|      | Гюнтер Йоэль                            | Министериальрат, офицер связи RMJ с РСХА, с 1943 года генеральный государственный обвинитель в Хамме                                                             | 10 лет лишения свободы      | Досрочно освобождён 31 января 1951 года по распоряжению Джона Макклоя, умер 12 мая 1978 года        |
|      | Герберт Клемм                           | В 1940—1944 гг. — начальник 2-го отдела RMJ, с января 1944 года — статс-секретарь RMJ. С 7 по 23 мая 1945 года — рейхсминистр юстиции правительства Карла Деница | Пожизненное лишение свободы | Срок позже сокращён до 20 лет, досрочно освобождён в 1956 году, дальнейшая судьба неизвестна        |
|      | Герман Кухорст                          | Председатель Особого суда (по делам о преступлениях против режима) в Штутгарте                                                                                   | Оправдан                    | Умер в 1991 году в Крессбронне-на-Бодензее                                                          |
|      | Эрнст Лауц                              | Генеральный прокурор в Берлине и Карлсруэ, главный имперский обвинитель при Народной судебной палате                                                             | 10 лет лишения свободы      | Досрочно освобождён в январе 1951 года, умер в 1979 году в Любеке                                   |
|      | Вольфганг Фридрих Вильгельм Меттгенберг | Начальник 4-го отдела RMJ | 10 лет лишения свободы      | Умер в Ландсбергской тюрьме в 1950 году                                                             |
|      | Гюнтер Небелунг                         | Президент Брауншвейгского высшего земельного суда, с 1944 года президент 4-го сената Народной судебной палаты                                                    | Оправдан                    | Умер в 1970 году в Зеезене                                                                          |
|      | Ганс Петерсен                           | С июня 1941 г. почётный судья 1-го сената Народной судебной палаты, с мая 1942 член Особого Сената                                                               | Оправдан                    | Умер в 1963 году                                                                                    |
|      | Курт Ротенбергер                        | Статс-секретарь RMJ | 7 лет лишения свободы       | Досрочно освобождён в 1950 году, умер в 1959 году в Гамбурге                                        |
|      | Освальд Ротхауг                         | С апреля по май 1943 председатель Специального суда в Нюрнберге, затем имперский обвинитель при Народной судебной палате                                         | Пожизненное лишение свободы | Срок позже сокращён до 20 лет, досрочно освобождён 22 декабря 1956 года, умер в 1967 году в Кёльне  |
|      | Франц Шлегельбергер                     | Статс-секретарь RMJ (1 октябрь 1931 — 30 апреля 1945), с 30 января 1941 по 24 августа 1942 — и. о. рейхсминистра юстиции                                         | Пожизненное лишение свободы | Досрочно освобождён в 1950 году по состоянию здоровья, умер в 1970 году во Фленсбурге               |
|      | Карл Энгерт                             | Министериальдиректор, начальник 5-го отдела RMJ, вице-президент Народной судебной палаты и председатель её 2-го сената                                           | Перед судом не предстал     | Освобождён 22 августа 1947 года по состоянию здоровья, умер 8 сентября 1951 года                    |

## В культуре
Сюжет процесса лёг в основу фильма, снятого в 1961 году Стэнли Крамером по сценарию Эбби Манна, и советского спектакля 1985 года, поставленного Геннадием Егоровым.